# 达热布错
达热布错（藏語：རྟ་རབས་མཚོ།，威利转写：rta rabs mtsho，THL：Tarap Tso）位于中国西藏自治区阿里地区改则县境内，地处改则县西南部，北临鸡岛错，南临物玛错。湖面海拔4436米，面积21平方公里。湖区年均气温约0℃，年均降水量100～150毫米左右。301省道经过湖泊南岸。